# Вишнёвый слоник
Вишнёвый слоник (лат. Epirhynchites (Rhynchites) auratus) — жук золотисто-малинового цвета, длиной от 5 до 9 мм, принадлежит к семейству букарок.

## Жизненный цикл
Самки вишнёвого слоника откладывают яйца в формирующиеся плоды вишни и черешни, прогрызая в мякоти плода углубление, помещают в оболочку ещё мягкой косточки одно яйцо. Каждая самка может отложить примерно полторы сотни яиц. Примерно через неделю из яйца появляется безногая белая личинка, которая проникает в косточку, и питается её ядром, выедая всё содержимое. Примерно через месяц выросшие личинки выбираются из плодов, падают на землю и окукливаются в почве на глубине 12—14 см, где и зимуют. Молодые жуки появляются весной, во время цветения вишни. Вначале питаясь почками, молодыми листьями и цветками, а после цветения — завязями вишни и черешни, поедая молодые плоды полностью или выедая в них ноздреватые отверстия. Примерно через две недели после цветения вишни, жуки приступают к откладыванию яиц.

## Хозяйственное значение
Вредитель плодовых культур. Вредит преимущественно вишне и черешне, реже сливе и другим косточковым породам. Вред проявляется в том, что жуки поедают почки, завязи и плоды. При массовом появлении вишнёвый слоник может полностью уничтожить урожай.